# ميخائيل تيخونوف
ميخائيل تيخونوف (بالروسية: Михаил Андреевич Тихонов)‏ هو لاعب كرة قدم روسي في مركز الدفاع، ولد في 17 يوليو 1998 في موسكو في روسيا. لعب مع كريليا سوفيتوف سامارا.

## وصلات خارجية
- ميخائيل تيخونوف على موقع قاعدة بيانات كرة القدم.إي يو (الإنجليزية)
- ميخائيل تيخونوف على موقع Soccerway.com (الإنجليزية)
- ميخائيل تيخونوف على موقع عالم كرة القدم.نت (الإنجليزية)